# Ediciones Salamandra
Ediciones Salamandra, también llamada simplemente Salamandra, es una editorial fundada en 1989 en Barcelona como filial española de la editorial argentina Emecé Editores (que a su vez fue fundada por exiliados españoles en Buenos Aires en 1939).
En 2011, la editorial compartió, con Libros del Zorro Rojo, el Premio Nacional a la Mejor Labor Editorial, concedido por el Ministerio de Cultura español.

## Historia
A partir de 1992, la editorial se consolida en el panorama de la edición en castellano. Durante ocho años, títulos como Diana, su verdadera historia, Los puentes de Madison County, La nada cotidiana, Moras y cristianas, Las hijas de Hanna y El niño con el pijama de rayas, forman parte de una sucesión de éxitos de venta sin precedentes en una editorial de ese tamaño.
Hasta septiembre de 2000 la denominación será Emecé Editores España, pero con motivo de la venta de Emecé Editores al Grupo Planeta; Pedro del Carril y Sigrid Kraus compran la totalidad de Emecé España, que a partir de ese momento pasa a denominarse Ediciones Salamandra. 
Ese mismo año se hizo con los derechos de publicación de la saga Harry Potter, de la escritora británica J. K. Rowling, la serie de libros más vendida en la historia de la edición que supuso un fenómeno sin precedentes en la literatura infantil. Salamandra hasta ahora sigue imprimiendo libros de Harry Potter.
El día 3 de mayo de 2019, Penguin Random House anuncia la adquisición de Ediciones Salamandra, sacando de la ecuación a una de las editoriales independientes con mayor peso y éxito en el panorama español. Los motivos de la venta, según la editora y copropietaria de la editorial Sigrid Kraus, residen principalmente en dos preocupaciones: por un lado la jubilación inminente de Pedro del Carril (de 68 años), editor y copropietario de la empresa; por otro, las dificultades que ha tenido Salamandra en su distribución por Latinoamérica, y la facilidad que tendría una vez adquirida por Penguin Random House. De esta forma, Penguin Random House se hace con una porción más de la edición literaria en España, que a día de hoy está casi limitada a este grupo y al Grupo Planeta.